# 高保节
高保节（?—?），中國五代十國時代人物，南平文献王高从诲的儿子。贞懿王高保融、高保勖的弟弟。
高保节生而聪颖异常。948年，高从诲去世后，高保节的哥哥高保融继任，960年，高保融去世，高保节的弟弟高保勖继任。高保融的儿子高继冲在位时，高保节官至右衙都将，娶功臣王保义之女。荆南归附宋朝后，高保节为北宋的司农少卿。